# Магомедов, Махмуд Идрисович
Махмуд Идрисович Магомедов (азерб. Mahmud İdris oğlu Məhəmmədov; род. 28 августа 1986, Хасавюрт, Дагестанская АССР) — российский и азербайджанский борец вольного стиля, член национальной сборной Азербайджана, чемпион Европы 2010 года в Баку, бронзовый призёр чемпионата Европы 2011 года в Дортмунде.

## Биография
Махмуд Магомедов родился 28 августа 1986 года в городе Хасавюрт, Дагестанской АССР. С 1998 года является воспитанником СДЮШОР имени Ш. Умаханова, города Хасавюрта. Первым тренером был Гаджи Рашидов. С 2006 по 2009 год проходил военную службу и выступал за клуб «ЦСКА» под руководством заслуженного тренера России Анатолия Хазбиевича Маргиева. В марте 2009 года стал бронзовым призёром Кубка мира в составе сборной России в Тегеране. В августе 2009 году принял азербайджанское гражданство и стал представлять Азербайджан на международных турнирах.
18 апреля 2011 года создал семью. 8 июля 2012 года родился сын — Идрис. Отец Махмуда Магомедова — Идрис Магомедов, в феврале 2013 года возглавил вновь созданную городскую федерацию вольной борьбы города Хасавюрта. Идрис Магомедов считается в Дагестане специалистом по подготовке борцов вольного стиля, а также известен как меценат, систематически поддерживающий развитие данного вида спорта на разных уровнях.

## Спортивные достижения

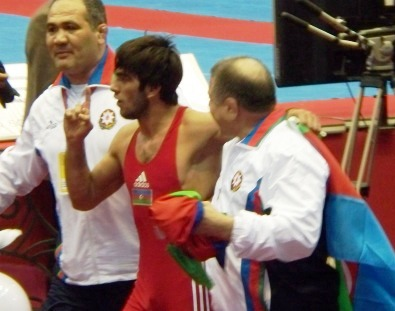
Махмуд Магомедов на ЧЕ по борьбе 2010 в Баку

### Кубок Мира
7 — 8 марта 2011 года, Тегеран (Иран) — бронза — до 55 кг. (В составе сборной России)

### Чемпионат Европы
- Чемпион Европы по борьбе 2010 года в Баку (до 55 кг)[4]

- Бронзовый призёр Чемпионата Европы по борьбе 2011 года в Дортмунде (до 55 кг)

#### Чемпионат Европы среди юношей
- 2003 год, Скопье (Македония) — золото — до 42 кг.

#### Чемпионат Европы среди юниоров
- 12 июля 2006 года, Сомбатхей (Венгрия) — золото — до 55 кг[5].

### Кубок Европы
13 ноября 2011 года, Москва (Россия) — серебро — до 55 кг.

### Чемпионат России среди взрослых
2005 года, Краснодар — бронза — до 50 кг.

### Чемпионат Азербайджана
- 18 июня 2010 года, Баку — бронза — до 60 кг[7].
- 2011 год, Баку — золото — до 55 кг.

### Кубок Азербайджана
- 18 декабря 2009 года, Баку — бронза — до 55 кг[8].
- Декабрь 2010 года, Баку — золото — до 55 кг.

### Гран-при «Яшар Догу» (Турция)
- 12-14 февраля 2010 года, Стамбул (Турция) — золото — до 55 кг
- 12 февраля 2012 года, Анкара (Турция) — золото — до 55 кг[9]

### Гран-при «Иван Ярыгин» (Россия)
23 января 2009 года, Красноярск (Россия) — бронза — до 55 кг.

### Золотой Гран-при памяти Гейдара Алиева
8 июля 2011 года, Баку — золото — до 55 кг

### Международный турнир «Анри Делоне»(Франция)
28 ноября 2010 года, Ницца (Франция) — золото — до 55 кг.

## Интересные факты
- По итогам июля 2011 года, Махмуд Магомедов был избран «Лучшим спортсменом месяца в Азербайджане» по версии спортивного новостного сайта Olimpiya.az[13].

## Вопрос с гражданством
В апреле 2010 года, сразу же по окончании Чемпионата Европы по борьбе, который проходил с 13 по 18 апреля в столице Азербайджана Баку, Федерация спортивной борьбы России подала официальный протест в FILA — Международную федерацию объединённых стилей борьбы, в котором требовала аннулировать результат Махмуда Магомедова, завоевавшего золотую медаль в весовой категории до 55 кг, мотивировав это нарушением регламента гражданства.
FILA провела разбирательство на предмет настоящего гражданства борца и в мае 2010 года приняла окончательное решение по данному вопросу. В своем письме, адресованном президенту Федерации спортивной борьбы Азербайджана Фазилю Мамедову, генеральный секретарь FILA Мишель Дюссон отметил, что Махмуда Магомедова нельзя лишать звания чемпиона Европы, даже если он нарушил регламент по изменению гражданства, выступая за Федерацию спортивной борьбы Азербайджана. В соответствии с регламентом, было принято решение временно приостановить выступление Махмуда Магомедова за команду Азербайджана на один год, до 28 марта 2011 года, за допущенное им нарушение регламента по изменению гражданства.